# 富尔维奥·巴拉蒂
富尔维奥·巴拉蒂（義大利語：Fulvio Balatti，1938年1月3日—2001年10月28日），意大利男子赛艇运动员。他曾代表意大利参加1960年和1964年夏季奥林匹克运动会赛艇比赛，获得一枚铜牌。